# Paul de Garros
Pour les articles homonymes, voir Garros.
Œuvres principales
- Le Château de l'Ours
- La plus heureuse

Compléments
Membre de la Société des gens de lettres
Paul de Garros, né le 12 mars 1867 à Saint-Loup-des-Chaumes (Cher) et mort le 14 janvier 1923 à Garches, est un journaliste et écrivain français, auteur de romans populaires.

## Biographie
Paul Edmond Alexandre Mathieu est né au château de Rousson dans le canton de Châteauneuf-sur-Cher le 12 mars 1867. Il est le fils d’Edmond Mathieu, propriétaire, et de son épouse, Éléonore Quignon.
Il utilise le nom de « de Garros », affirmant ainsi une appartenance à la noblesse qui ne semble pas contestée. L’origine de la famille de Garros se situe dans le Sud-Ouest de la France (Lot-et-Garonne et Gers).
Paul de Garros épouse en 1903 Anne Lebrun, dite Suzanne à Vinon.

## Carrière de journaliste
La collaboration de Paul de Garros avec de nombreux journaux porte principalement sur le placement de romans, contes ou nouvelles qui sont publiés en feuilleton. Il travaille notamment avec Le Soleil du Dimanche ; L'Intransigeant illustré ; Le Petit Parisien illustré ; Supplément de La Lanterne ; La Nouvelle Revue internationale ; Journal des débats ; L'Estafette ; L'Univers illustré ; L'Événement ; Le Peuple français ; La Liberté ; Le Petit Moniteur ; La Libre parole ; Le Siècle. Les quotidiens Le Figaro et La Croix illustrée accueillent aussi ses textes. On trouve également des publications dans la presse de province : L’Ouest éclair (Rennes), Le Centre (Montluçon), L’Express du Midi (Toulouse), Le Petit marseillais.
À partir de 1907 et au moins jusqu’en 1909, Paul de Garros est le propriétaire et le directeur de l’hebdomadaire Le Courrier du Berry, fondé en 1891 sous le titre Le Petit Saint-Amandois et publié à Saint-Amand (Cher). Le journal est présenté comme « républicain libéral ». Il se définit comme un « journal régional absolument, indépendant ». Pour cette fonction, de Garros élit domicile à Vinon, commune où réside en 1906 sa mère Éléonore Mathieu, née Quignon.

## Un romancier populaire
Paul de Garros publie de très nombreux romans à partir de 1892 ; on en compte plus de 70. Il s’agit de littérature, cultivant un genre sentimental.
La plupart de ses œuvres sont signées Paul de Garros, mais il utilise également les pseudonymes de Gilles Rosmont et R. Duclos-Brétigny. Ce dernier pseudonyme lui sert notamment pour une nouvelle parue en 1917 dans la Collection Gauloise des éditions Prima, Paris, destinée à « distraire le poilu », intitulée La marraine d’Abélard.
Ses œuvres paraissent habituellement en feuilleton dans la presse. Elles sont publiées en volume dans des collections populaires à petit prix comme Le Livre de Poche et Les Romans célèbres de drame et d'amour des éditions Jules Tallandier ou Le Roman du dimanche des éditions J. Ferenczi & fils.
Pour Dorian Bell, de l’université Stanford, La Revanche de l’honneur est un roman antisémite. Il a paru, en 1897 dans le journal La Libre Parole, dirigé par Édouard Drumont .
Si les textes de Paul de Garros n’ont pas fait l’objet de réédition au format papier au cours du XXIe siècle, plusieurs publications sous la forme de livre audio ou de livre numérique sont signalées. Le site Gallica de la Bibliothèque nationale de France met en ligne des livres de Paul de Garros.
Paul de Garros, était membre de la Société des gens de lettres, et est élu à deux reprises à son comité de direction. Il obtient plusieurs distinctions littéraires, notamment le prix du Louvre, délivré par la Société des gens de lettres en 1897, le prix Taylor, attribué également par la Société des gens de lettres en 1904 ainsi que le prix Montyon décerné par l'Académie française d’abord en 1912 puis à titre posthume en 1926 pour un roman cosigné par Henri de Montfort.
Il meurt à Garches (actuellement dans les Hauts-de-Seine) le 14 janvier 1923 à l'âge de cinquante-cinq ans.
Son épouse, Suzanne de Garros, publiera également plusieurs romans, dont Le Fardeau du mensonge, (Crété, 1935). Elle coopère à l’édition des œuvres de son époux avec l’historien, homme de presse et résistant Henri de Montfort. Ce dernier signe plusieurs ouvrages avec Paul de Garros, qui sont pour la plupart publiés après la disparation de celui-ci.

### Sources sur Paul de Garros
- C.-E. Curinier (sous la dir. de), « Garros (Paul-Edmond Mathieu de) », Dictionnaire national des contemporains, tome 1er, Paris, Office général d'éd. de librairie et d'impr. 1899-1919.
- Jean Azais, « Garros (Paul de) », Annuaire international des lettres et des arts, 1922.

### Romans et nouvelles signés Paul de Garros
- L’Amour en détresse, Les Romans célèbres de drame et d’amour, Tallandier 1928.
- L’Amour proscrit, Petite collection E. Bernard, 1905.
- L’Amour quand même, 1922.
- Après le bonheur, roman dramatique, 1927.
- Arlette se damne, 1898.
- La Buveuse de rêves, Éditions Jules Tallandier, Le livre national, Roman populaire, 1900.
- Celui qu’elle aime, 1934.
- Cette Bohème, L’Univers illustré, 1893-1894.
- Le Château de l’Ours, Éditeur A. Méritant, publié en feuilleton dans L’Ouest éclair, Rennes, à partir de 1908/04/26 (Numéro 3387).
- Cœur à prendre (Un), 1917.
- Le Cœur de Gillette, 1923.
- Cœur fermé, 1926.
- Le Cœur et la race.
- Le Cœur incertain, 1918.
- Cœur rebelle, 1929.
- Cœurs d’Alsace, Les jolis romans, 1931.
- La Cruelle aventure, 1919.
- Dans le mystère, roman, La Lanterne 1912/04/13 (N3541, A29) et numéros suivants.
- De la coupe aux lèvres, Le Centre de Montluçon, 1891.
- Le Devoir d’aimer, 1922.
- Le Drame de Villesauge, 1904.
- Les Droits du cœur, L’Estafette, Paris, 1892.
- Du cœur aux lèvres, 1916.
- L’Échelle de sauvetage, Roman du dimanche, Tallandier.
- Le Erreur tragique, Roman du dimanche, Tallandier Librairie contemporaine, 1932.
- Être aimée…, 1916.
- Fatale passion, 1905. coll. « Petite collection E. Bernard », no 64
- La Fée Huguette, 1920.
- Fiancés d’Alsace.
- Les Fiancés de la Vengeance.
- Fier Amour, 1921.
- Fier cœur, Les Auteurs Populaires, J. Ferenczi [avant 1922].
- Forban d’amour, 1920.
- L’Héritage de gloire.
- L’Héritage fatal.
- L’Héritier des Pontcharras, Bibliothèque des grands romans, 1906.
- L’Héroïque Boulard.
- Jusqu’au sang !, 1917.
- La Légende du bonheur, Collection mignon-roman, Éditions la cité du bon livre / Le Siècle, 1898.
- Liens de haine, Peuple Français, 1909.
- Madame Morange, L’Évènement, 1894.
- Mais l’amour veillait, 1917.
- La Maison de Terreur.
- La Maison du diable, roman d’amour, 1925.
- Marcelle et sa mère, 1917.
- La Martyre d’Ecobeil, 1922.
- Méconnue, Les Romans célèbres de drame et d’amour, Tallandier, 1930.
- La Plus heureuse, Éditeur Maison Alfred Mame, 1911 (paru sous forme de roman-feuilleton dans L’Éclair de Montpellier du 8 janvier 1906 au 20 février 1906).
- Orgueil d’une mère (L'), Le Petit Marseillais, 1896.
- L’Œuvre de Haine.
- Petites gens, La Liberté, 1895.
- La Première succession de mon oncle, 1905.
- Première hypothèque, nouvelle.
- Quand le bonheur passe, Paris, Tallandier, 1924.
- La Revanche de l’honneur, Paris, Marc Barbou et Cie / La Libre Parole, 1897.
- Rivale de sa fille, 1919.
- Ruinée, 1921.
- Sacrifice d’Amour, roman inédit, 1919.
- Le Secret de l’écrin blanc.
- Le Secret de la mendiante, Le Peuple français, 1894-1895.
- La Seule richesse, 1914.
- Souffrir pour aimer.
- Tragiques mensonges, Les Auteurs populaires, Paris, J. Ferenczi, 1931.
- Une d’elles, Savinet, 2e édition, 1892.
- Les Yeux du diable, Roman mystère, J. Ferenczi.

### Romans et nouvelles signés Paul de Garros et Henri de Montfort
- Les Douloureuses Fiançailles, Jules Tallandier, Paris, 1925.
- Le Fils de Don Quichotte, coll. Les Romans populaires, Paris, J. Ferenczi, 1924.
- Grand seigneur et forçat, Paris, J. Ferenczi, 1928.
- L’Inexplicable crime, 1921, publié en feuilleton dans L’Ouest éclair, Rennes, 1916.
- Reine des errants, Société d’éditions et de publications, 1933.

### Romans et nouvelles signés R. Duclos-Brétigny
- La Marraine d’Abélard, Librairie des Romans choisis, 1917.
- Le Puits d’amour, Collection Gauloise, 1918.
- Les Trois maris de Fernande, Librairie des Romans choisis, 1916.

### Romans, nouvelles et adaptation signés Gilles Rosmont
- Le Baiser mortel, 1919.
- Cœur de jeune fille, Le petit livre, J. Ferenczi et fils, Paris, 1926.
- Le Cœur qui doute, J. Ferenczi et fils, 1926.
- Cœurs fragiles, Livre national, Jules Tallandier, 1926.
- De l’or, de l’amour, J. Ferenczi et fils, 1921.
- Les Drames de l’espionnage, Mignonne Collection, Le bon livre.
- Le Livre des morts, Feuilleton du Journal des débats, 1929 [roman de Wanda Milaszewska (1894-1944), adapté du polonais par Gilles Rosmont].
- La Petite Parisienne, Le livre épatant, Paris, J. Ferenczi, 1917.
- Vivre pour aimer Les grands romans, J. Ferenczi.